# Actinidia indochinensis
Actinidia indochinensis là một loài thực vật có hoa trong họ Dương đào. Loài này được Merr. mô tả khoa học đầu tiên năm 1938.